# National War College

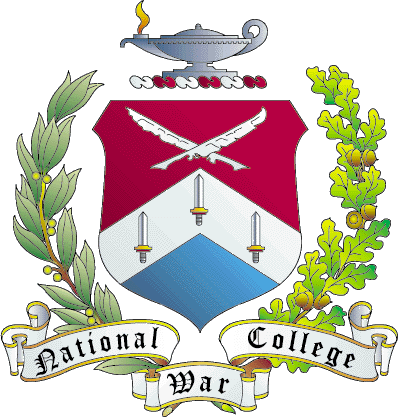
Emblem

Das National War College (NWC) ist ein Institut der National Defense University der US-Streitkräfte. Es befindet sich in der Theodore Roosevelt Hall in Fort Lesley J. McNair, Washington, D.C., dem ältesten aktiven Stützpunkt der US Army.

## Allgemeines
Das NWC löste mit dem 1. Juli 1946 das Army-Navy Staff College ab, welches seit Juni 1943 bestanden hatte.
Viele Stabsoffiziere der nationalen Streitkräfte absolvieren Kurse am NWC um sich für spätere Stabs- und Kommandoverwendungen zu qualifizieren.
Am 28. November 1972 wurde das National War College zu einem Baudenkmal und erhielt den Status einer National Historic Landmark.

## Persönlichkeiten
- Kathleen M. Fitzpatrick, Diplomatin, Absolventin
- George F. Kennan (1904–2005), Historiker und Diplomat, Dozent 1946
- Fritz G. A. Kraemer (1908–2003), Geostratege und Sicherheitsberater im US-Verteidigungsministerium 1948–1978
- Colin Powell (1937–2021), früherer Vorsitzender des Vereinigten Generalstabs und vormaliger US-Außenminister, Absolvent
- J. Christopher Stevens (1960–2012), Diplomat, Absolvent
- Bisa Williams (* 1954), Diplomatin, Absolventin
- James N. Mattis (* 1950), ehemaliger Verteidigungsminister der Vereinigten Staaten